# 端澄
端澄（1432年—？），字本清，直隸大名府南樂縣人，明朝政治人物。進士出身。

## 生平
順天府鄉試第一百二十三名。成化二年（1466年）丙戌科會試第三百十六名，殿試登進士第三甲第一百四十八名。

## 家族
曾祖端士能。祖父端宣。父亲端信。